# Nadırlı, Babaeski
Nadırlı là một xã thuộc huyện Babaeski, tỉnh Kırklareli, Thổ Nhĩ Kỳ. Dân số thời điểm năm 2011 là 1.046 người.